# Aber Doktor
Aber Doktor (oft auch fälschlich Aber Doktor! oder Aber, Doktor!) ist eine Filmkomödie der DEFA für das Fernsehen der DDR, die auf einer Erzählung von Eva Lehmann basiert. Sie entstand mit tschechoslowakischer Beteiligung.

## Handlung
Der Zahnarzt Sebastian Flanke, ein herzensguter Mann im fortgeschrittenen Alter, wird wegen seiner uneigennützigen Hilfsbereitschaft in allen Lebenslagen geschätzt. In seiner Freizeit betreut er eine Eishockeymannschaft in seiner Heimatstadt Potsdam. Die Mannschaft wird von Sepp Koch trainiert. Die ehemalige Eiskunstläuferin und Eiskunstlauftrainerin Biggi Koch wird von Dr. Flanke mehr als verehrt. Biggi Koch will aber nichts von ihm wissen, denn Dr. Flanke ist schüchtern, tollpatschig und ungeschickt. Daher hilft die resolute Sprechstundenhilfe von Dr. Flanke, Schwester Agnes Obermann, nach. Sie mischt sich nämlich stets in Angelegenheiten ein, die sie eigentlich gar nichts angehen, und stiftet dadurch allerhand Verwirrungen.
Der Eishockeyspieler Thomas Obermann, ein Frauenheld, hat ein Verhältnis mit der verheirateten Barbara Krause, deren Mann Peter sich gern mit Freunden in der Kneipe trifft und oft erst morgens alkoholisiert nach Hause kommt. Hier hilft Tante Agnes Thomas Obermann immer wieder aus der Patsche, auch durch die Zuhilfenahme von Dr. Flanke. Zudem will Tante Agnes Thomas auch noch mit der Eiskunstläuferin Susanne Koch zusammen bringen. Thomas hat sich nämlich mittlerweile in diese junge Frau verliebt. Den Ex-Mann von Biggi Koch, Sepp Koch, möchte Tante Agnes aber gern von alledem fernhalten. Das Ehepaar Barbara und Peter Krause möchte Agnes wieder zusammenbringen. Die kämpferische Agnes erzeugt mit ihren gut gemeinten Aktionen jedoch ein Chaos, das auch sie nicht mehr auflösen kann und alle Beteiligten zeigen sich auch sehr starrköpfig.

## Hintergründe
Der Film wurde im Sommer 1979 in Potsdam und Umgebung gedreht. Seine Erstausstrahlung erlebte der Film am 5. Januar 1980 zur Hauptsendezeit auf DFF 1.
Gerry Wolff lieh in diesem Film Vlastimil Brodský seine Stimme.
Karel Gott singt den Titelsong Aber Doktor.

## Kritiken
„Heiterer Fernsehfilm, für die auch eine Reihe tschechischer Kinostars verpflichtet wurden.“